# Comuna Orust
Orust (Orusts kommun) este o comună din comitatul Västra Götalands län, Suedia, cu o populație de 15.036 locuitori (2013).

## Geografie

### Zone urbane
Lista celor mai mari zone urbane din comună (anul 2015) conform Biroului Central de Statistică al Suediei:
| Nr | Zona urbană      | Pop.  |
| -- | ---------------- | ----- |
| 1  | Henån            | 2.243 |
| 2  | Svanesund        | 1.946 |
| 3  | Ellös            | 1.036 |
| 4  | Varekil          | 912   |
| 5  | Mollösund        | 243   |
| 6  | Höggeröd         | 227   |
| 7  | Vindön și Töllås | 219   |

## Demografie
| \| Evoluția demografică în comuna Orust, 1970–2015 \| Evoluția demografică în comuna Orust, 1970–2015 \| Evoluția demografică în comuna Orust, 1970–2015 \| Evoluția demografică în comuna Orust, 1970–2015 \| Evoluția demografică în comuna Orust, 1970–2015 \| \| ----------------------------------------------------------------------------------------------------- \| ----------------------------------------------- \| ----------------------------------------------- \| ----------------------------------------------- \| ----------------------------------------------- \| \| An \| \| \| Locuitori \| \| \| 1970 \| 1970 \| \| 8907 \| 8907 \| \| 1975 \| 1975 \| \| 10586 \| 10586 \| \| 1980 \| 1980 \| \| 12364 \| 12364 \| \| 1985 \| 1985 \| \| 12890 \| 12890 \| \| 1990 \| 1990 \| \| 14240 \| 14240 \| \| 1995 \| 1995 \| \| 15235 \| 15235 \| \| 2000 \| 2000 \| \| 15023 \| 15023 \| \| 2005 \| 2005 \| \| 15188 \| 15188 \| \| 2010 \| 2010 \| \| 15221 \| 15221 \| \| 2015 \| 2015 \| \| 15010 \| 15010 \| \| Sursa: SCB - Statistika Centralbyrån, Folkmängd efter region, civilstånd, ålder och kön. År 1968–2016 \| \| \| \| \| |      |  |           |       |
| Evoluția demografică în comuna Orust, 1970–2015 |      |  |           |       |
| An |      |  | Locuitori |       |
| 1970 | 1970 |  | 8907      | 8907  |
| 1975 | 1975 |  | 10586     | 10586 |
| 1980 | 1980 |  | 12364     | 12364 |
| 1985 | 1985 |  | 12890     | 12890 |
| 1990 | 1990 |  | 14240     | 14240 |
| 1995 | 1995 |  | 15235     | 15235 |
| 2000 | 2000 |  | 15023     | 15023 |
| 2005 | 2005 |  | 15188     | 15188 |
| 2010 | 2010 |  | 15221     | 15221 |
| 2015 | 2015 |  | 15010     | 15010 |
| Sursa: SCB - Statistika Centralbyrån, Folkmängd efter region, civilstånd, ålder och kön. År 1968–2016 |      |  |           |       |